# Hawkwell
Hawkwell är en by och en civil parish i Rochford i Essex i England. Orten har 11 730 invånare (2011). Byn nämndes i Domedagsboken (Domesday Book) år 1086, och kallades då Hac(he)uuella/Hechuuella.